# 醸造業
醸造業（じょうぞうぎょう）とは、発酵菌による発酵作用を利用して、酒などの飲料や醤などの調味料を製造する産業のこと。

## ヨーロッパ
醸造業と人との結び付きは古く、新石器時代にまで遡るとされる。古代、メソポタミア文明のシュメール人により葡萄よりワインが、大麦よりビールが製造されていた。紀元前3000年頃に古代エジプト、同じく紀元前1500年頃に古代ギリシアに伝えられ、後にローマにも伝えられた。ローマ帝国の拡大とともにヨーロッパから地中海一帯に広がっていったが、気候的な制約があり、ドイツ・イングランド以北はビール、フランス・イタリア以南はワインの生産圏として確立されることになる。ワインは古くは食事を食べやすくするための葡萄ジュースの保存の目的を併せ持った日常の飲料の性格が強く、早くからワインの豊凶と言う概念が確立され、「シャトー」と呼ばれる自前の葡萄畑と醸造所を一体化させた施設を作り上げた。一般的には日照の関係でフランスでは赤ワインがドイツ（南部）では白ワインの生産が盛んであると言われている。これに対してビールは穀物を原料としていたために生産に対する制約も大きく古くは祝祭のための特別な飲料という考え方が強かったが、19世紀に酵母の純粋培養技術の開発をはじめとした科学技術の利用や缶やビン詰め製法の確立などの流通形態の改革、また、運輸・貯蔵技術の発達等にともなって、安価かつ大量に安定供給が可能となり、市場を占有する大企業が発生するようになった。さらに1880年代にヨーロッパで葡萄の病気が大流行して10年以上にわたってワインの生産が大幅に減少した。その結果、ワインを日常にビールを祝祭に用いるとする古代以来の文化・価値観が逆転するに至った。
一方、中世のヨーロッパでは錬金術研究の過程で蒸留技術が発展してこれを用いた蒸留酒が作られるようになった。ワインから派生したブランデーは、フランスのアルマニャック地方では1411年、同じくコニャック地方では1613年に製造されたとするのが最古の記録である。ビールから派生したウイスキーは、スコットランドでは1494年（スコッチウイスキー）、アイルランドでは1608年（アイリッシュウイスキー）に製造されたとするのが最古の記録である（ただしその起源については、1172年の同地の記録に登場する蒸留酒こそが最古のウイスキーだとする主張もある）。この経緯から蒸留酒の製造も醸造業に含む場合がある。

## 中国
中国においてもその歴史は古く、夏を建国した禹が儀狄という人物から酒を献上されたときに逆にあまりの美味しさに国が乱れるもとになると禁じたという伝説があり、歴史書『史記』にも禹の子孫である中康の時代に天文担当官が酒に溺れて暦が作れなくなって社会が混乱したとする記述や、殷の最後の王である帝辛（紂王）の「酒池肉林」の故事などが記されている。当時は糯粟や糯米、黍米を原料として麹を利用して酒を製造した。当初は国家が官を置いて酒の生産を行っていたが、戦国時代には民間業者が登場した。また、当時の漢方医学の書物には、古代において酒醪（しゅろう）と呼ばれる処方が登場する。服薬に際して生薬を「酒で煎じるべし」「酒で服用すべし」といった薬酒の服用指示が頻繁にあらわれる。こうしたことから、古代の酒と医学とつながりは明白でそれだけ生活と深く密接していたことが明らかとなる。前漢の武帝は、その利益に目をつけて酒の専売制を導入して国家が利益を独占しようと図り、大論争を巻き起こした（『塩鉄論』)。また、蜀（蜀漢）の劉備が凶作のために民から酒造のための道具を没収して禁酒令を出そうとしたところ、側近の簡雍に諌められて中止したという故事がある。唐も専売制を導入して当初は国家が販売したが、コストがかかるために後に民間業者から酒税を徴収することで代替した。北宋・南宋では酒に加えて麹も専売化して各地の酒の著名な産地の工場を国有化した。だが、その他の地域ではやはり酒税をもって代替としたため、江南を中心に醸造業が大いに発達して支店を出すような大規模業者も出現した。元の時代、華北や四川では高粱を原料とする醸造酒である白酒が生産されるようになった。明・清ではコストがかかりすぎることを理由に専売制を廃して民間業者からの酒税に切り替えて原則的に製造・販売に対する規制を行わなかった。そのため、浙江省の紹興や金華といった新たな特産地が形成された。特に前者は「紹興酒」の名で世界的に知られている。中華人民共和国の成立以前は、都市の大規模業者の他に都市の飲食店や邸店が自前の酒を製造・販売する場合や農村部の小規模農家の兼業による零細業者、地主が農閑期に農民を雇用して製造する業者など様々な形態が出現し、その中から専門の職人なども現れるようになった。

## 日本
日本では、『三国志』の中にある「魏志倭人伝」内に酒にまつわる話が載せられており、この頃には既に醸造技術が存在していたことが窺える。律令制度の下で造酒司（みきのつかさ）が設置され、宮廷で使う酒・醴・酢の生産が行われてきた。
近代において生活の欧風化が進んでも日本酒や醤油などの調味料の需要は増大する一方（明治初期の統計によれば、酒や醤油の生産高は生糸よりも上回っていた）であり、かつビールなどの新しい種類の酒の生産も盛んになり始めた。そこに目をつけた明治政府は酒税・醤油税を徴収して財源不足を補おうとした。この目論見は当たり、大正中期まで酒税の税収は地租や法人税のそれを上回るほどであったという。
また、明治には西洋から微生物の研究が伝わり、発酵のメカニズムが明らかにされて技術革新が進んだ。